# 로그로녜스 CF
로그로녜스 CF(스페인어: Logroñés Club de Fútbol)는 스페인 라리오하주 로그로뇨를 연고로 하는 축구단이다. 2000년에 창단되어 2008년에 해단되었으며, 16,000명의 관중을 수용할 수 있는 에스타디오 라스 가우나스에서 홈 경기를 열었다.